# Фисгармония
Фисгармо́ния или Фисгармонь (греч. φῦσαι — кузнечный мех, άρμονία — гармония) — клавишно-пневматический музыкальный инструмент семейства гармоник, отличающийся наличием фортепианной клавиатуры и напольным или настольным расположением.

## История
В 1840-х годах, благодаря вкладу А. Ф. Дебена (Париж, Франция), Якоба Александра (США) и других мастеров, приобрела свой завершённый вид. Со второй половины XIX века фисгармония получила широкое распространение по всей Европе.
Фисгармония была популярна среди немецких поселенцев на территории Российской империи. Этот инструмент находился почти в каждом доме в немецких деревнях, расположенных в районе Клебан-Быка в Донецкой области вплоть до 1938 года. Ближе к 1950-м 1960-м годам окончательно исчезла из практики.
Звучание фисгармонии имитируют многие современные синтезаторы (и другие электронные клавишные инструменты).

## Термин
В английском языке фисгармония, в которой подача воздуха осуществляется его всасыванием (так называемая «американская система»), обозначается термином reed organ (также pump organ и parlor organ). Для фисгармонии, в которой воздух нагнетается мехами (так называемая «венская система»), используется термин harmonium. Во французском и немецком языках для обеих систем используется единый термин harmonium (Harmonium), в русском — единый термин «фисгармония».

## Разновидности
- Фисгармония Хекля — первая фисгармония[5] с одной педалью, изобретённая в 1818 году Антоном Хеклем в Вене[6]. По другим данным инструмент носит название «гармонифлют» и изобретён в 1852 (или в 1859) году М. Бюссоном в Париже[7].
- Индийская фисгармония — на ней играют сидя на полу, одной рукой управляя мехом, а другой нажимая на клавиши. Распространена в музыкальной культуре севера Индии, Пакистана, Непала, Бангладеш (хиндустани)[8].
- Энгармоническая фисгармония Р. Х. М. Бозанкета — экспериментальная модель со строем 53 равных делений октавы[9].

Электрифицированные виды:
- Органола — воздух нагнетается компрессором[10].
- Мультимоника — электронно-пневматическая гармоника, один из первых видов серийно выпускавшихся аналоговых синтезаторов. Производилась немецкой фирмой Hohner с 1940 года.

## Галерея

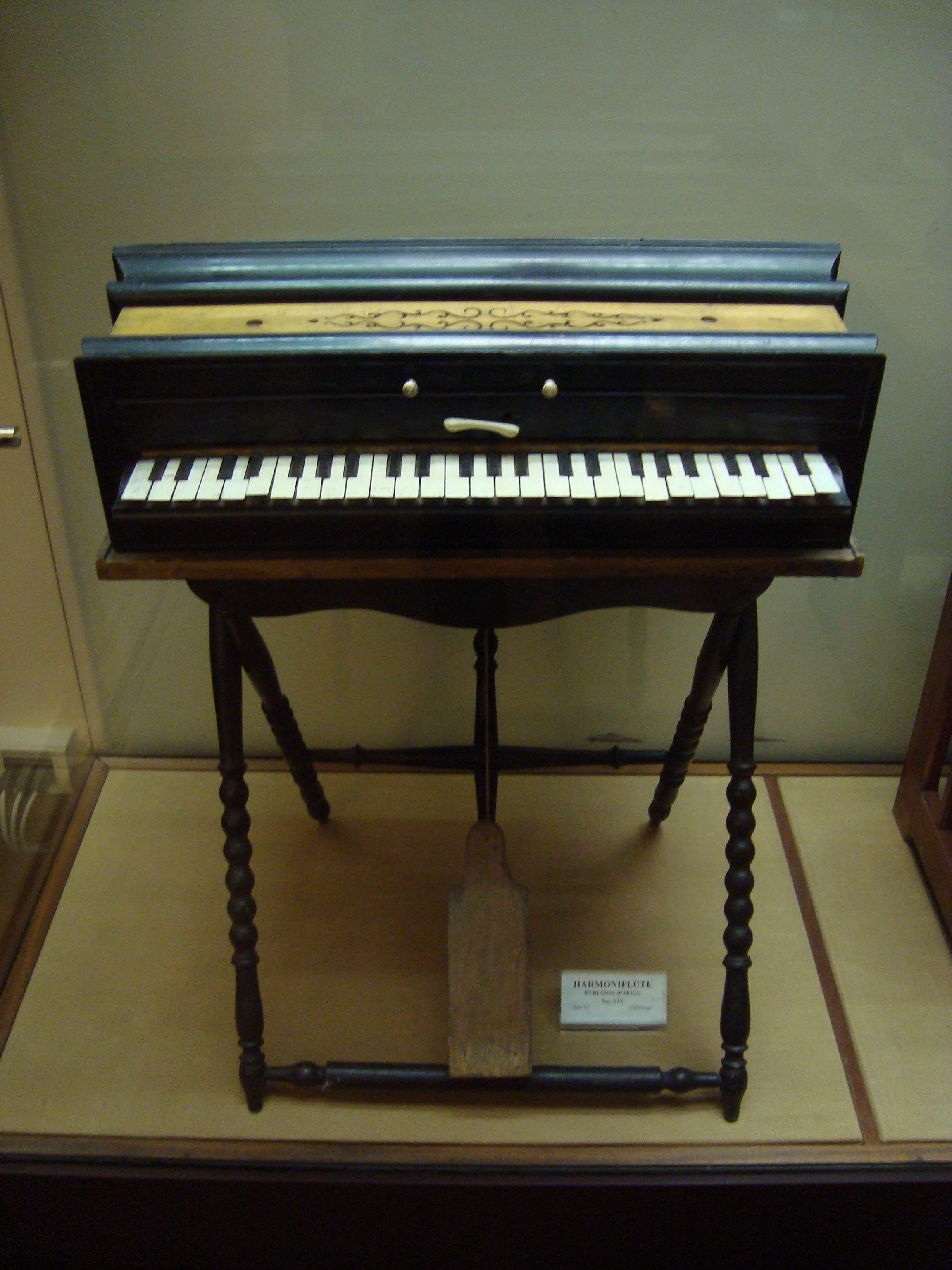
Первая фисгармония или гармонифлют
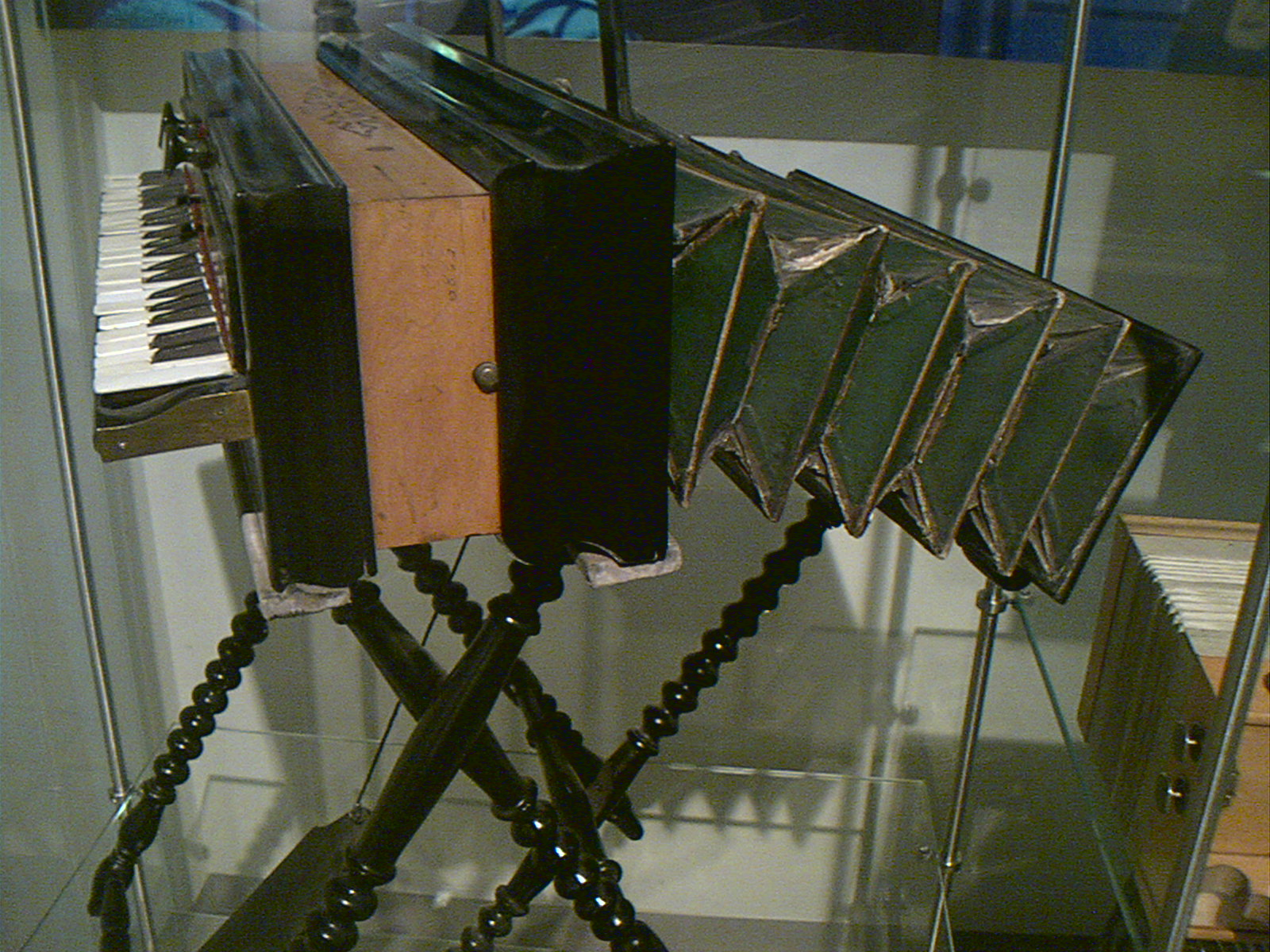
Мех гармонифлюта
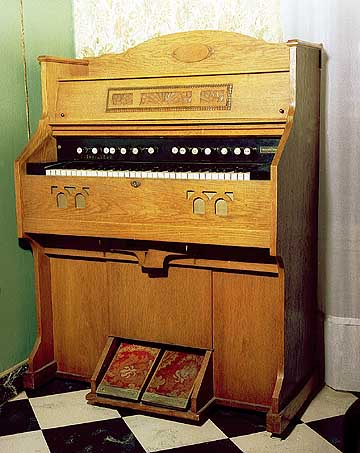
Основной вид фисгармонии
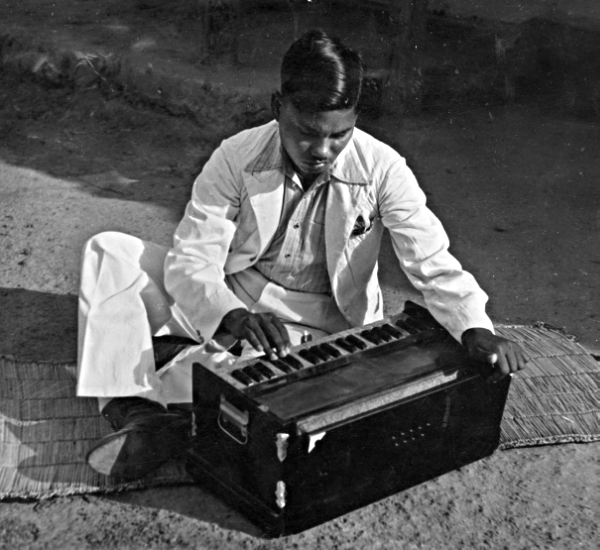
Индийская фисгармония сурпети[англ.]
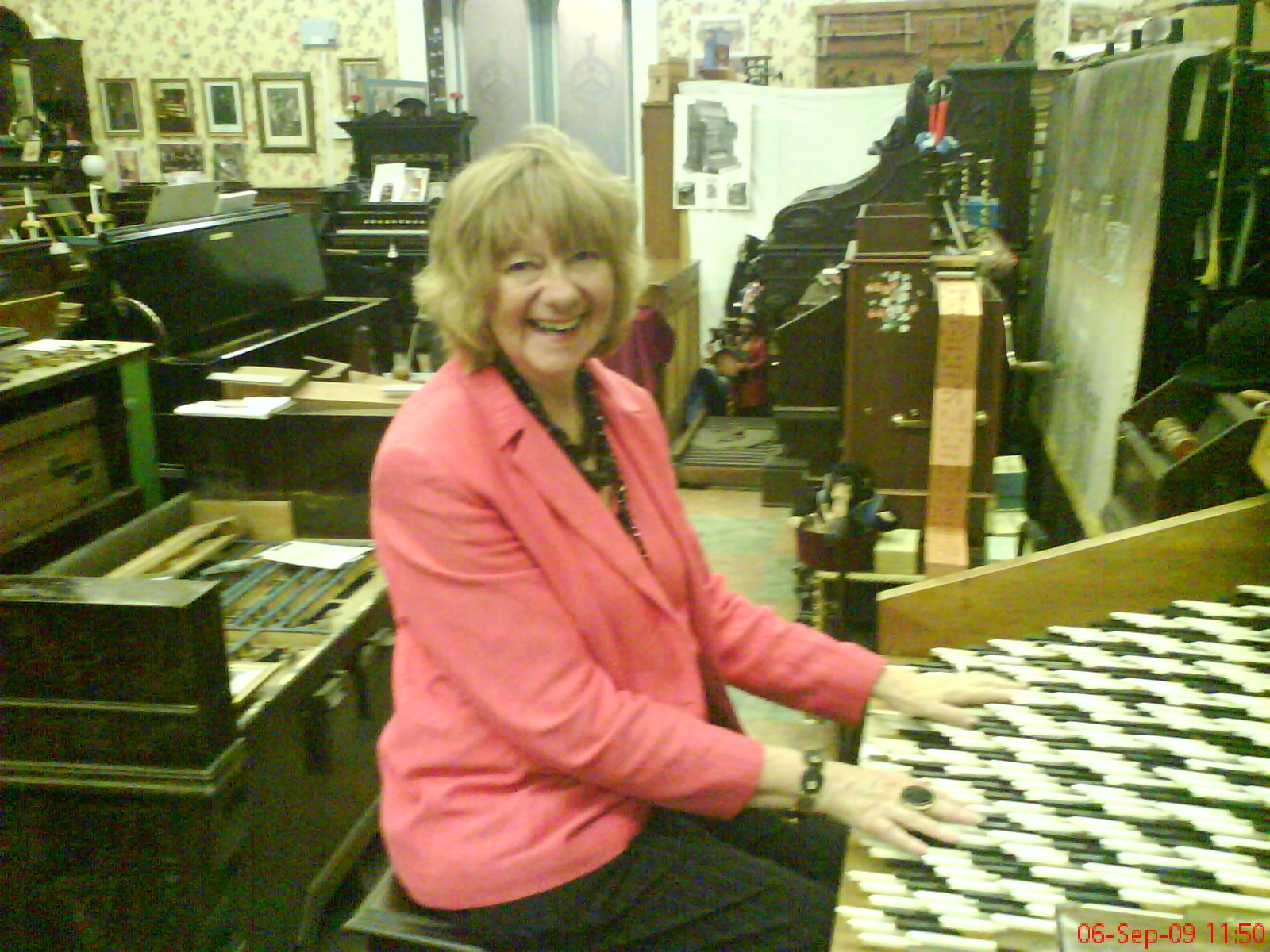
Энгармоническая фисгармония Р. Х. М. Бозанкета
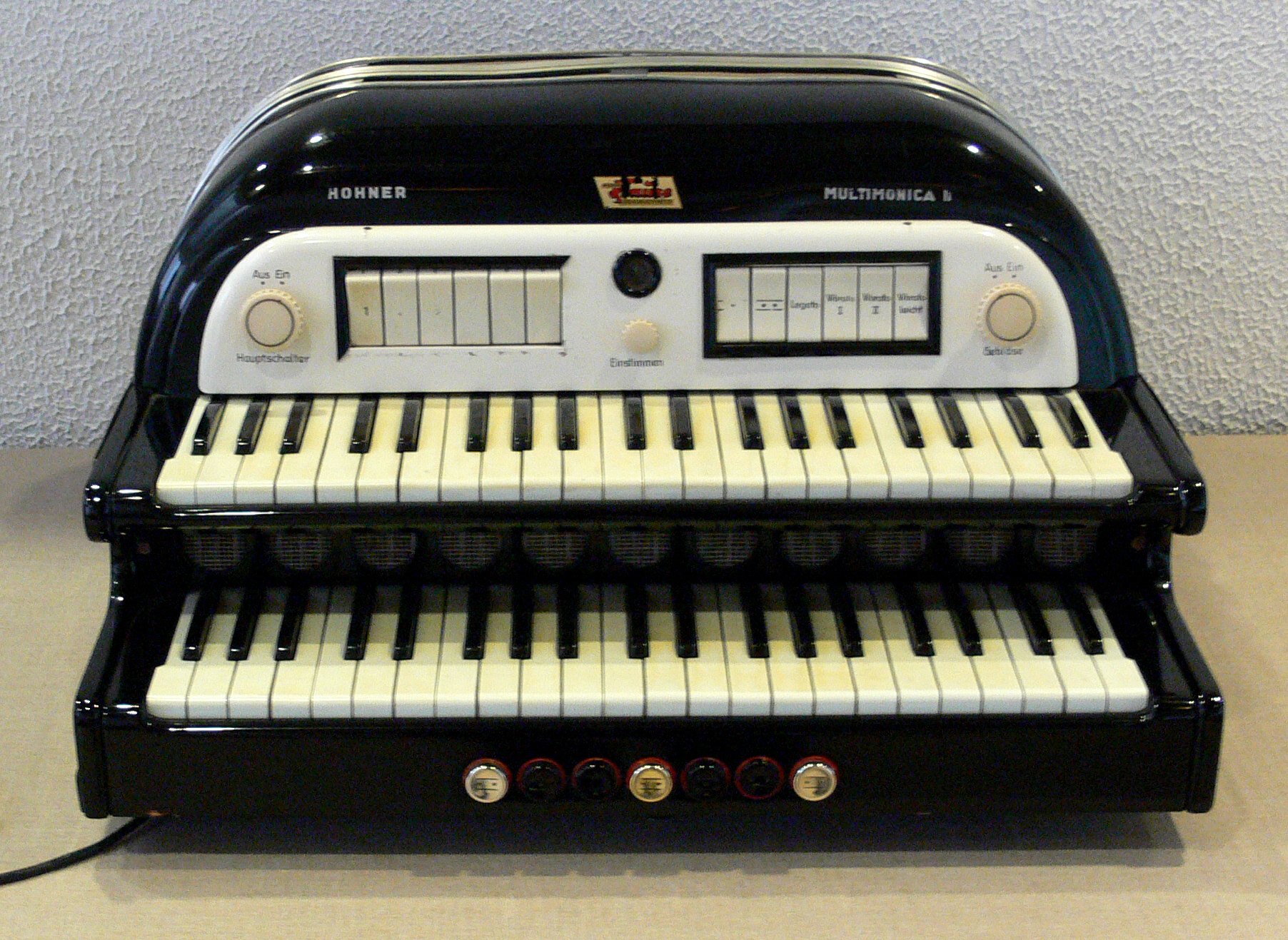
Мультимоника